# Kenneth Royce
Kenneth Royce Gandley, più noto come Kenneth Royce (1920 – 1997), è stato uno scrittore inglese, autore di thriller e numerosi romanzi di spionaggio. Royce ha pubblicato anche alcune opere utilizzando lo pseudonimo Oliver Jacks.

## Opere

### Romanzi con Spider Scott
- The XYY Man, 1970
- Concrete Boot, 1971
- The Miniatures Frame, 1972
- Spider Underground (titolo alternativo The Masterpiece Affair), 1973
- Trap Spider, 1974
- The Crypto Man, 1984
  - XYY spia, Segretissimo n. 1041, 1986
- The Mosley Receipt, 1985
  - Tutti gli uomini di Sua Maestà, Segretissimo n. 1049, 1986

### Romanzi con George Bulman
- No Way Back (titolo alternativo Hashimi's Revenge), 1986
  - Senza ritorno, Segretissimo n. 1083, 1987
- The Judas Trail, 1996
- Shadows, 1996

### Altri romanzi
- My Turn to Die, 1958
- The Soft-Footed Moor, 1959
- The Long Corridor, 1960
- No Paradise, 1961
- The Night Seekers, 1962
- The Angry Island, 1963
- The Day the Wind Dropped, 1964
- Bones in the Sand, 1967
- A Peck of Salt, 1968
- A Single to Hong Kong, 1969
  - Per Hong Kong senza ritorno, Segretissimo n. 441, 1972
- Man on a Short Leash, 1974 (scritto come Oliver Jacks)
- The Woodcutter Operation, 1975
  - Prognosi riservatissima, Segretissimo n. 658, 1976
- Bustillo, 1976
  - Bustillo, Segretissimo n. 711, 1977
- Assassination Day, 1976 (scritto come Oliver Jacks)
- Autumn Heroes, 1977 (scritto come Oliver Jacks)
- Satan Touch, 1978
  - Il tocco di Satana, Segretissimo n. 787, 1978
- The Third Arm, 1980
  - L'infiltrato, Segretissimo n. 866, 1980
- Ten Thousand Days, 1981
  - 10.000 giorni, Segretissimo n. 941, 1982
- Channel Assault, 1982
- The Stalin Account, 1983
  - L'anello mancante, Segretissimo n. 1000, 1984
- The Trap, 1985
- Break-Out, 1986 (scritto come Oliver Jacks)
- The President Is Dead  (titolo alternativo Patriots), 1988
  - Il presidente è morto, Segretissimo n. 1112, 1988
- Fall-out, 1989
  - Fuga dal nulla, Segretissimo n. 1143, 1990
- Exchange of Doves, 1990
  - Scambio di colombe, Segretissimo n. 1167, 1991
- The Proving Ground, 1991
  - Banco di prova, Segretissimo n. 1187, 1991
- A Wild Justice, 1992
- Limbo, 1992
- Remote Control, 1993
  - La donna ombra, Segretissimo n. 1273, 1995
- The Ambassador's Son, 1994
- The Ghostman, 1997